# سان لورينزو دي كالاترافا (سيوداد ريال)
بلدية سان لورينزو دي كالاترافا (بالإسبانية: San Lorenzo de Calatrava)‏، هي إحدى بلديات مقاطعة سيوداد ريال إحدى مقاطعات إسبانيا، والتي تقع في منطقة قشتالة لا منتشا وسط إسبانيا.
يبلغ عدد سكانها 290 نسمة وفقاً لإحصائية سنة (2007).

## أعلام
- أنخيلا بالبي